# Park Narodowy Yoshino-Kumano
Park Narodowy Yoshino-Kumano (jap. 吉野熊野国立公園 Yoshino-Kumano Kokuritsu Kōen) – park narodowy w regionie Kinki, na wyspie Honsiu (Honshū), w Japonii. 

## Opis
Administracyjnie znajduje się on na terenie prefektur: Mie, Nara i Wakayama. Park został zatwierdzony 1 lutego 1936 roku. Część parku została w 2004 wpisana na listę światowego dziedzictwa UNESCO.
Góra Yoshino (raczej długie zbocze) jest znane od setek lat z pięknych widoków kwitnących wiśni. 
Na terenie parku znajdują się szlaki pielgrzymkowe oraz święte obiekty na ich trasie, które zostały wpisane w 2004 na listę światowego dziedzictwa UNESCO jako Święte miejsca i drogi pielgrzymkowe w regionie gór Kii

## Galeria

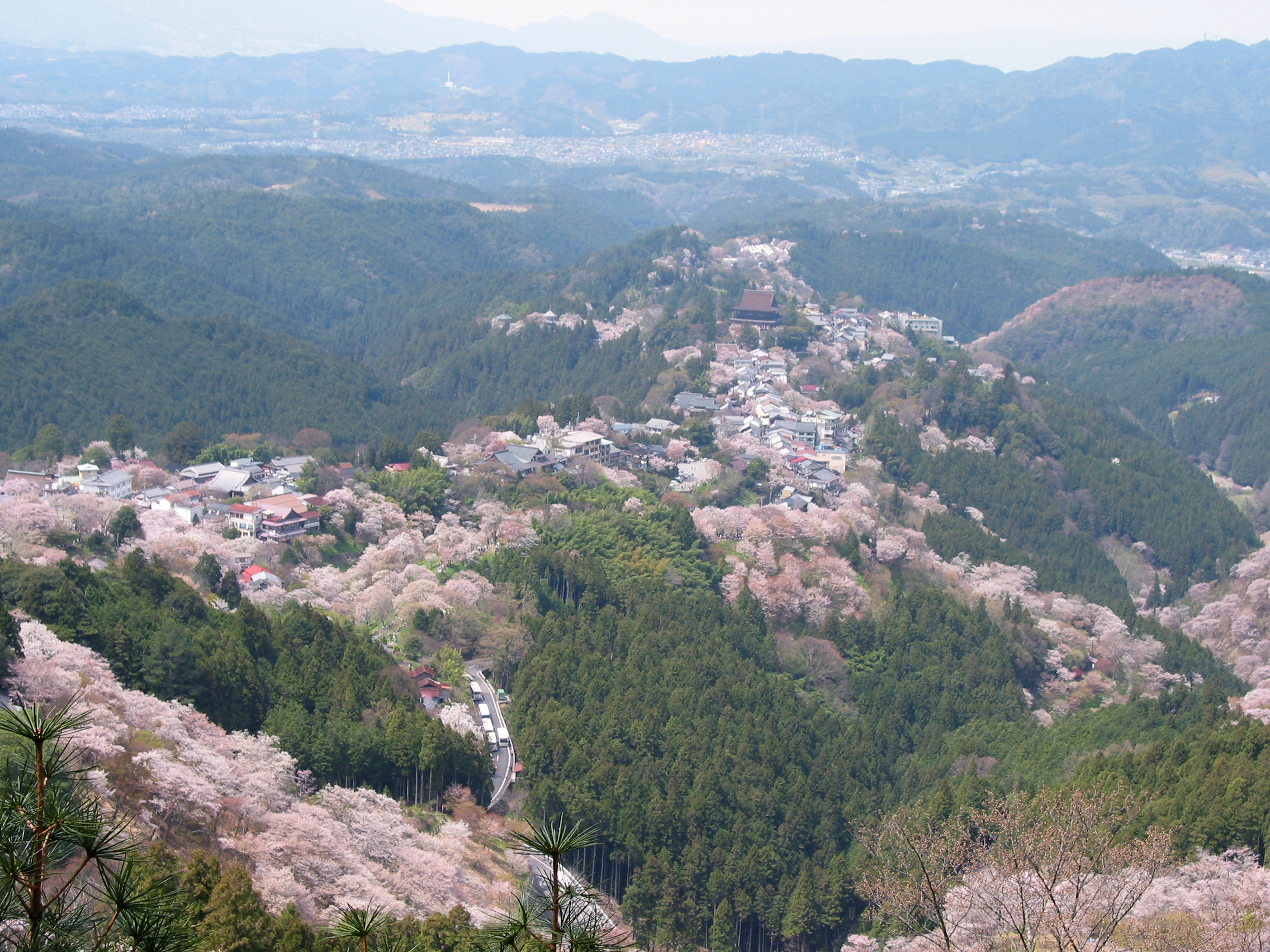
Kwitnące wiśnie na górze Yoshino
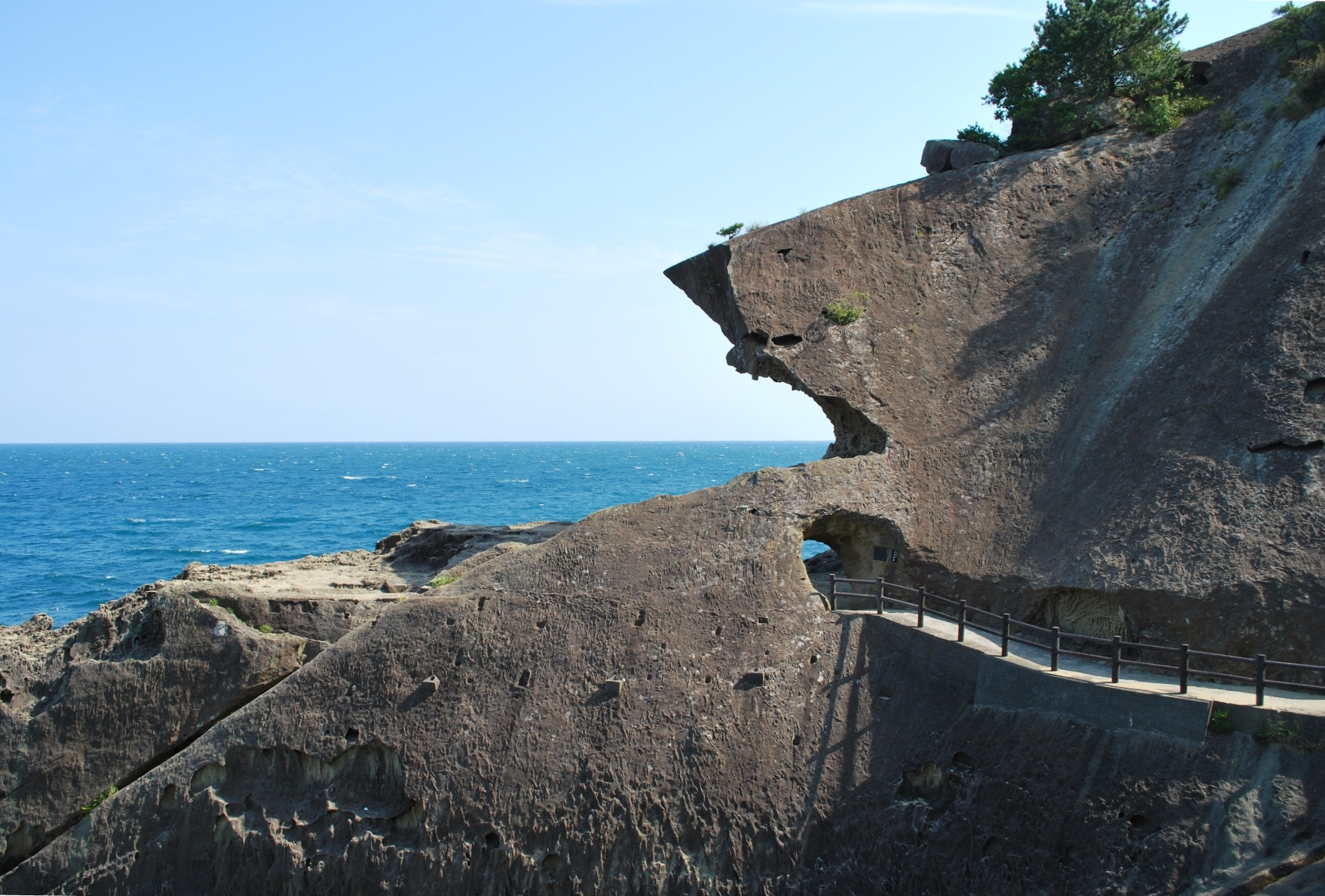
Oniga-jō („Zamek Demona”), Kumano
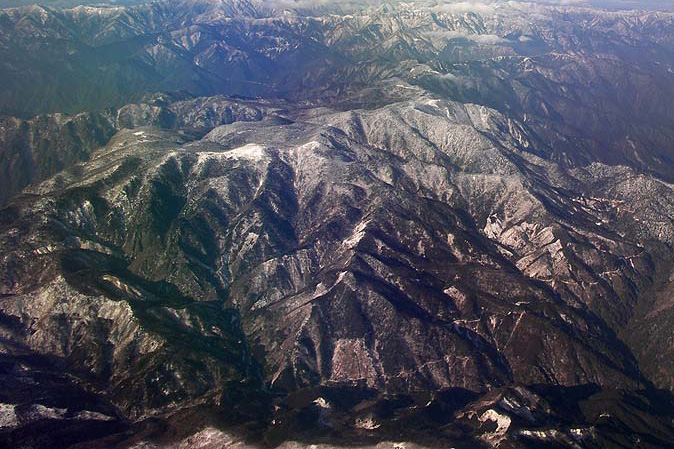
Góra Ōdaigahara (1695 m)
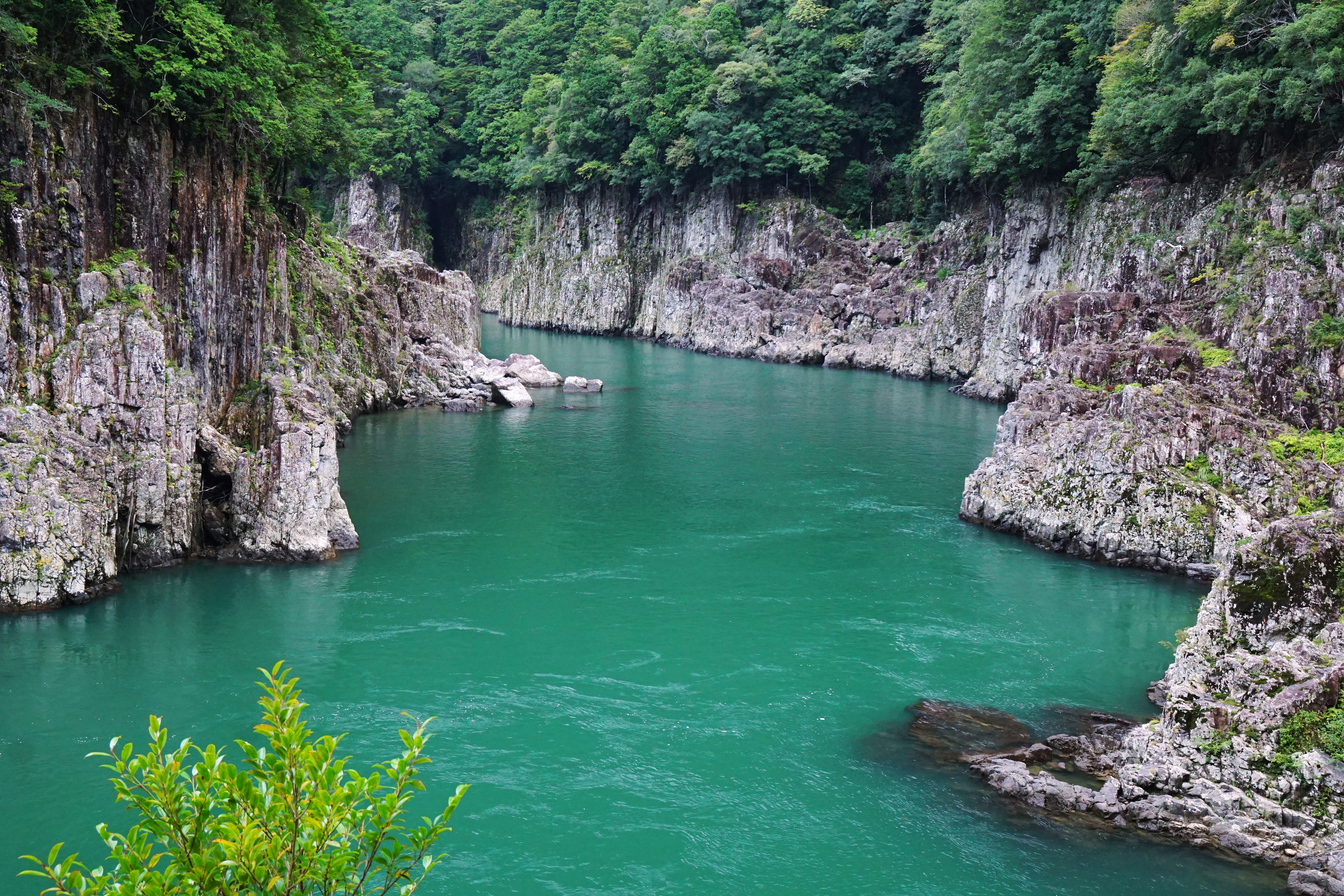
Kanion Dorohatchō, pref. Wakayama
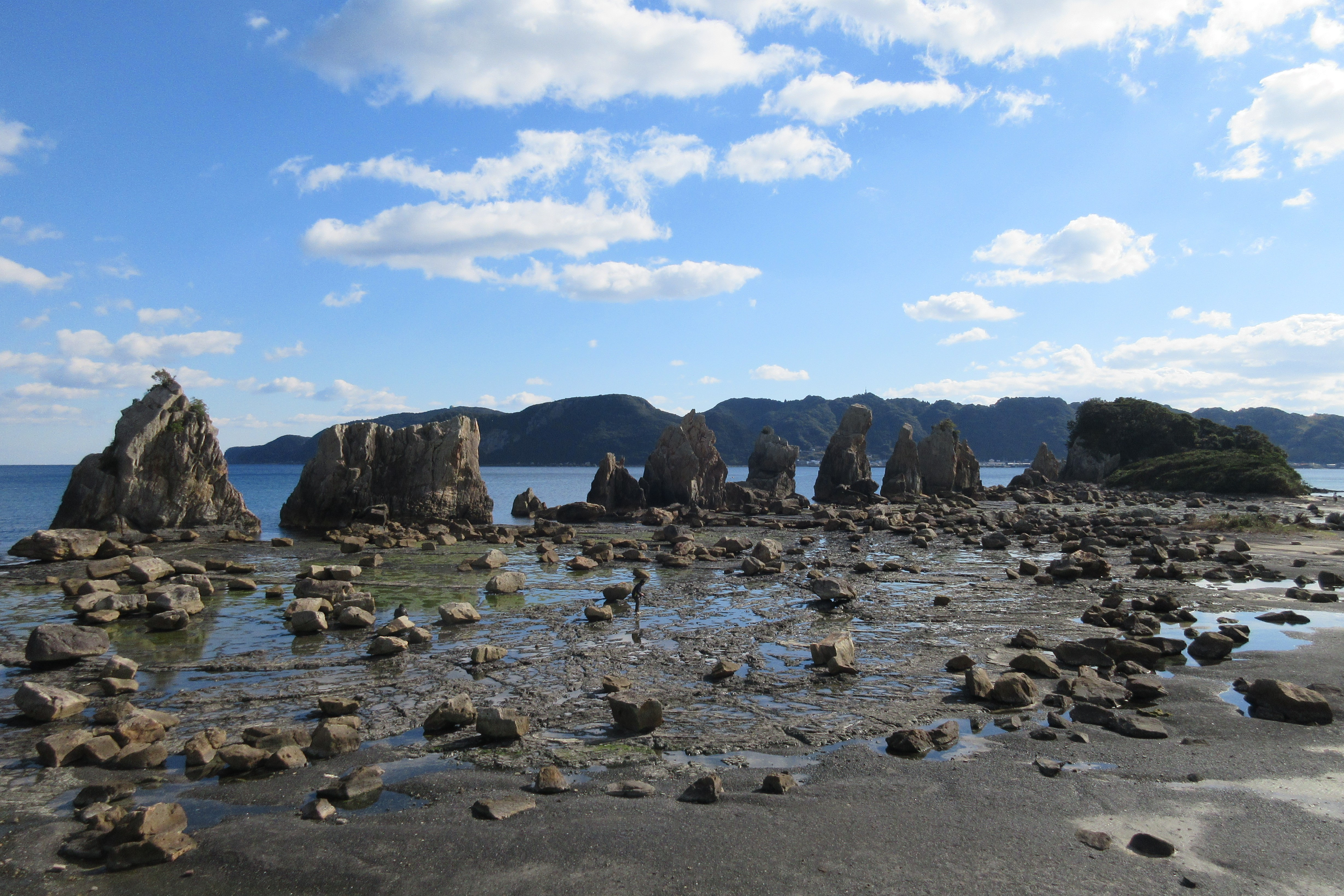
Skały Hashigui w Kushimoto, pref. Wakayama